# 台湾寿星银饼
台湾寿星银饼，也称寿星银饼、寿星银元，俗称老公仔银、老公银、老公饼，是清代道光、同治年间台湾府地方（可能包括漳州府）铸造发行的一种手工制银质称量饼状货币，主要可以分为道光和同治两种版本。纹银重库平七钱二两（0.72库平两），形式模仿西班牙银元。寿星银饼虽然在名义上叫做“银饼”，即饼状银锭，但实际上是一种有着固定平色、可以按枚计数的定量货币，后来的清代银元都遵循了其七钱二分的质量规格。

## 发行背景
台湾孤悬海外，与清朝本土交流困难，因此清朝通用的纹银在岛内存量稀少，仅有少数拨发军饷流入，取而代之的是通过海外贸易输入的欧洲和吕宋货币。根据《稗海纪游》记载，康熙年间台湾流行红毛所铸造的番银，作者郁永河描述番银之流行：“市中用财，独尚番钱。番钱者红毛人所铸银币也。圆长不一式，上印番花，实即九三色。台人非此不用；有以库帑予之，每蹙额不顾，以非所习见耳。”这些货币被台湾人称作“番货”，乾隆《台湾府志》统计台湾流通的番货均来自咬溜吧（欧罗巴洲）和吕宋，既有荷兰的剑钱（马剑洋，重九钱），也有西班牙的方钱和花栏钱（均系西班牙银元，重七钱二分）。清政府在台湾的赋税和度支均用番货，嘉庆年间闽浙总督董教增奏报中就以番银统计屯租、屯丁和支付佃户薪水。
银两属于没有固定重量的称量货币，取用都需要称重熔铸非常不方便，根据《台湾通史》记载，台湾府征收番货后需要熔铸为银两存入府库，遇到急用还要再熔铸发放于民间，反复熔铸并转手、押送于众多官吏，不仅导致铸造产生的火耗以及运输成本和时间大大增加，还难免为贪官污吏所染指。实际上这种现象也非台湾所独有，由于外国银币规格统一、使用方便，早在明代就流行于中国东南沿海，各地早有仿制番货的活动，但所制作的大多属于伪币或劣币，在道光十九年（1839年）清政府还曾下令禁止泉漳夹带私铸番货，可见当时私铸之猖獗。但民间铸币盛行，官府在屡禁不止后也开始转变策略，《银论精详》就提及康熙年间广东巡抚曾令银匠铸造银币。鸦片战争前后清朝因白银外流出现“钱贱银贵”现象，为了遏制白银外流，道光皇帝不得不在道光十三年（1833年）十月初七日颁布命令禁止银元出洋，台湾因为孤悬海外、民变频发需要时刻储备白银以备军饷，在白银进口断绝后，为使台饷保值且和番银一样通行，自然需要自铸银币。

## 版型与发行
寿星银饼的规格依照卡洛斯四世像西班牙银元，标重库平七钱二分（26.86克），实际上重约27.05克，尺寸在40毫米上下；后来标重降至六钱八分（25.37克），较初版降低5%左右；成色九八，即含银98%。寿星银饼制作工艺粗糙，在发行时制作的银号会在表面打上重重的戳记，流通过程中又因为成色高于市面常见的番银（通常为90%），受到官民喜好，但在交易时需要剪边以减重，加上民间又有凿印验色习惯，因此保留下来的大多是刻记密布的烂版。寿星银币正面都有一个寿星翁，根据显示的铸造时间可以分两个大类，分别为道光和同治两种。寿星银饼为土法制作，图案简单，容易伪造，真品存世稀少，市面上赝品泛滥，乃至于钱币鉴定家华光普认为浙江大学出版社《中国银币图鉴》中图例均为赝品。

### 道光版
道光年间制造的寿星银饼正面刻有汉字篆书“道光年铸”和“足纹银饼”，分列寿星像左右两侧，寿星胡须下面则刻有汉字篆书“库平柒弍”（库平七两二分）；背面中间为供奉宝鼎，周围按上下右左排列满文，币面有12个小圈和16个圆点，戳印在背面。关于满文，有这么几种主流的说法，一种认为满文意思为“台湾府铸”；台湾学者曾泽禄认为满文为ᡨᠠᡳ ᠸᠠᠨ ᡶᠣ ᡴᡳᠴᠠᡵᡳ（穆麟德轉寫：tai wan fo kicari），代表“台湾府库”；耿爱德则认为为上下为“台湾”，右边为“库”，左边代表“嘉义”，即银饼的产地，按照这种理解满文或可作ᡨᠠᡳ ᠸᠠᠨ ᡴᡠ ᡴᡳᠶᠠᠠᠠᡳ（穆麟德轉寫：tai wan ku kiyaai）。:89台湾鸿禧美术馆藏有一种道光银饼，正面右侧并非常见的“足纹银饼”，而是“大清国宝”，寿星下方也改为“足纹”，可能属于样币，机构鉴定为真品。除了大清国宝版之外，所有的道光银饼均有“成”或者“成记”戳记，可能系生产银饼的银号打上的标记，“成”的年代较“成记”早；也有人认为这种戳记应该为“讫”字。在减重的道光银饼中，经常出现“官局”戳记。:90-92
连横在《台湾通史》称：“咸豐三年（1852年）林恭之變，攻圍郡治（台湾府城，即今台南市），塘報時絕，藩饷不至，而府库存元宝数十万两，滞重不易行。乃为权宜之策，召匠鼓铸，为银三种：曰寿星，曰花蓝，曰剑秤，各就其形以名，重六钱八分，银面有文如其重，又有‘府库’二字，所以别洋银也。是为台湾自铸之银。”从现今的发现看，咸豐以前“道光年铸”的寿星银饼也不在少数，因此寿星银饼开始制造的年份大概率是在道光年间。蒋仲川在其1939年出版的《中国金银镍币图说》中称“道光十七年（1837年），张温在台南州新党郡度白口地方起事，自称兴明大元帅，铸造此种寿星银饼”，其后张惠信在《中国货币史话目录》中再度引用了这一说法，但考察史料无论张温人物本身，还是“新党郡度白口地方”地名均无考；寿星银饼发行时间较长，道光年间最大规模的起义为张丙起事，二三月内就已平息，如果只是小乱并无需要铸造银币，再加上币面道光年号和满文，因此此说有误。海外的记载则相对明确：1847年伦敦出版的R·蒙哥马利·马丁著《中国政治、商业与社会》（China, Political, Commercial and Social）提到在稍早前道光皇帝批准了一种类似西班牙银元的新货币用于支付军饷，这种货币在漳州和台湾发行；1848年《中国通商手册》（Chinese Commercial Guide）第三版则提到这种货币是在台湾铸造并发行且质量较差，在第五版中提到福建道库在1838年发行该币，至1842年质量降低，1845年版比最初质量下降了5%，可见初版在1838年。:85-89
虽然很多文献都称其为中国最早的自铸银币，例如耿爱德《中国币图说考汇》、袁水清《中国货币史之最》等，但实际上早在乾隆五十六年（1791年）西藏政府结束中尼银钱贸易后就开始仿照尼泊尔莫哈尔制作九松西阿银币，新疆也发行过回文天罡银币，均早于寿星银饼发行，同时期漳州府还有具体铸造年份不详的漳州军饷银饼。

### 同治元年版
同治元年版制造时间相较初版晚了24年，其发行本身可能体现了寿星银饼在道光年间稳定发行，即便后来变为六钱八分在民间仍是颇具信用。由于发行时间较晚，同治元年版在形制上不仅继承了道光版的大多数特征，还在背面融入了同时期如意银饼、笔宝银饼的吉祥图案，正面篆书改为“同治元年”“嘉义县造”，背面则写“足纹通行军饷”。而在同治元年（1862年），嘉义县城正在受到戴潮春围攻，带领官兵守城的则是嘉义人赖时辉，因此银饼可能县人于危难中赶制。同治元年版本又可以根据戳记分为两个小版本，一部分是和道光年版本一样的“成”，另外则是“宝记”。同治元年版存世极为稀少，马承源1996年《文物鉴赏指南》称迄今只有海外有2枚；曾泽禄则提到曾有3枚流落海外，现均在台湾。也有人对此版持保留意见，例如华光普在1994年《中国银币目录》图例标注“真伪可疑”。2000年前后有伪造者在拍卖市场高价售出数件赝品，后因在嘉义市民俗文物学会和《自由时报》托称赖时辉后人迁葬所得，为赖氏族长追查并揭穿，尚未确凿证据证明该币铸造与赖时辉有关。:92-93+142-149